# Музей Америки и моря
Морской порт Мистик: музей Америки и моря (англ. Mystic Seaport: The Museum of America and the Sea) — музей под открытым небом, расположенный на территории в 15 га у берега реки Мистик в городе Мистик (Коннектикут). Его история восходит к 1929 году, когда в Мистике была создана «Морская историческая ассоциация». 

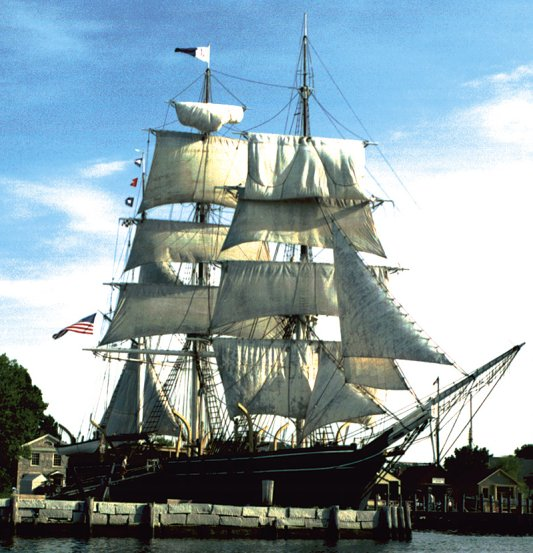
Китобой «Charles W. Morgan» на стоянке в Мистике

«Морской порт Мистик» представляет собой реконструкцию американской портовой деревни XIX века с 60 зданиями (многие из которых были перевезены из других уголков США и реставрированы), ремесленными мастерскими, парусными кораблями — подлинными и репликами. Первым экспонатом музея стал приобретённый в 1941 году китобой «Чарльз У. Морган», спущенный на воду за сто лет до этого. Четыре корабля из собрания музея занесены в реестр национальных исторических памятников.
Помимо реконструированного порта, музей Америки и моря включает в себя обширную библиотеку и здания, в которых каждый июнь проходит музыкальный фестиваль. Стивен Спилберг снял в Мистике часть фильма «Амистад» о восстании рабов на испанской шхуне; в настоящее время в музейное собрание входит реплика этого корабля. Ежегодно музей Америки и моря посещает 400 тысяч туристов.

## Источник
- mysticseaport.org (англ.) — официальный сайт музея